# Шамаиль
Шамаиль (от араб. شمائل [shamā'il]‎ — «качество» или от перс. samas‎ — «образ, изображение») — в мусульманской культуре вид религиозного изобразительного искусства.
Шамаиль обычно представляет собой картину с изображением мусульманских святынь, мест паломничества с назидательными каллиграфическими надписями либо художественно выполненную надпись с именем Аллаха или цитатой из Корана. «Шамаиль является носителем коранического содержания — текста в виде суры из Священного Корана, соответствующе оформленного, с изображением мечетей или крепостей, орнаментов или птиц, образами древа, ковчега и др.»
Выполненные тушью или печатным способом, масляными красками на стекле или холсте, вышитые на полотне, такие картины помещают в жилых домах над дверными проемами или в мечетях.

## Регионы
- В Иране и Азербайджане шамаиль часто представляет собой своеобразную икону, образ шиитского святого (праведника). В народном искусстве Ирана шамаиль — это «шиитская икона», канонический портрет имама Али, одного или с сыновьями Хасаном и Хусейном. Они получили распространение в 19-начале 20 века в отдельных провинциях Ирана и Южного Азербайджана (по большей среди городского населения, но также немного и в селе) как почитаемые изображения шиитских святых. Обычно хранились в доме, в стенной нише — тагче, прикрытые полотенцем; открывались в редких случаях
- В Турции шамаиль — особая техника религиозной живописи, выполняемой на обратной стороне стекла, подсвеченной фольгой.
- В Татарстане — изображение религиозного характера, основанное на искусстве арабской каллиграфии и оформленное в виде станковой картины или художественной вышивки. Шамаиль имеет особое значение в культуре Среднего Поволжья. Татарский шамаиль стал одним из способов национального самовыражения. В татарских шамаилях живые существа, как правило, не изображались[4][5][6][7].